# Código Eleitoral de 1932
O Código Eleitoral de 1932, primeiro Código Eleitoral do Brasil, foi criado no início da era Vargas. Em maio do mesmo ano, o Tribunal Superior Eleitoral (TSE) foi instalado no Rio de Janeiro, então capital do país. A Revolução de 1930 tinha como um dos princípios a moralização do sistema eleitoral. Um dos primeiros atos do governo provisório foi a criação de uma comissão de reforma da legislação eleitoral, cujo trabalho resultou no primeiro Código Eleitoral do Brasil.

## Justiça Eleitoral
O Código Eleitoral de 1932 criou a Justiça Eleitoral, que passou a ser responsável por todos os trabalhos eleitorais - alistamento, organização das mesas de votação, apuração dos votos, reconhecimento e proclamação dos eleitos. Além disso, regulou em todo o País as eleições federais, estaduais e municipais.

## O Código
O então Ministro da Justiça Maurício Cardoso convocou uma comissão para a criação do primeiro Código Eleitoral Brasileiro propriamente dito, visto que anteriormente a legislação que tratava acerca desse assunto encontrava-se dispersa em vários diplomas jurídicos. O Código Eleitoral de 1932, instituído pelo Decreto nº 21.076 de 24 de fevereiro de 1932, trouxe significativos avanços político-sociais, dentre eles:
- voto feminino;

- voto secreto;

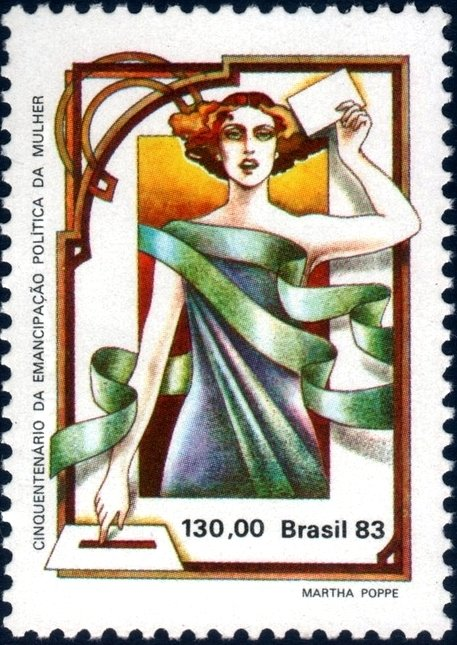
Selo postal de 1983 comemorativo ao direito de sufrágio feminino na lei do código eleitoral.

- sistema de representação proporcional, em dois turnos simultâneos.

A legislação eleitoral fez, pela primeira vez, referência aos partidos políticos, por mais que a candidatura avulsa ainda era admitida. Porém, tal Código preservava certo caráter excludente e antidemocrático, uma vez que de acordo com seu art. 4º, os analfabetos não possuíam o direito de votar.
É importante assinalar que, a Justiça Eleitoral foi criada por meio do Código de 1932. Tal instituição foi responsabilizada, então, pela administração da totalidade dos trabalhos eleitorais: alistamento, organização das mesas de votação, apuração dos votos, reconhecimento e proclamação dos eleitos. Além disso, com o surgimento da Justiça Eleitoral, os pleitos de todo o país foram regulados no âmbito federal, estadual e municipal.
Nessa época, os crimes eleitorais eram previstos no Código Criminal de 1890 e no Código Eleitoral de 1932. Ambas as legislações consideravam como crimes eleitorais: impedir, ou obstar de qualquer maneira, que o eleitor vote; solicitar, usando de promessas ou de ameaças, votos para certa e determinada pessoa, ou para esse fim comprar votos, qualquer que seja a eleição a que se proceda; extraviar, ocultar, inutilizar, confiscar ou subtrair de alguém o seu título de eleitor.
Críticas ao Código Eleitoral de 1932 levaram, em 1935, à promulgação de nosso segundo Código, a Lei nº 48 de 1935, que substituiu o primeiro sem alterar as conquistas de até então. Apesar de ter vigorado por poucos anos - em novembro de 1937 Getúlio Vargas deu início ao Estado Novo e extinguiu a Justiça Eleitoral, aboliu os partidos políticos e suspendeu as eleições livres –, o primeiro e segundo códigos eleitorais do Brasil estabeleceram inovações revolucionárias que foram resgatadas posteriormente com o Código Eleitoral de 1945.